# Cyprianus

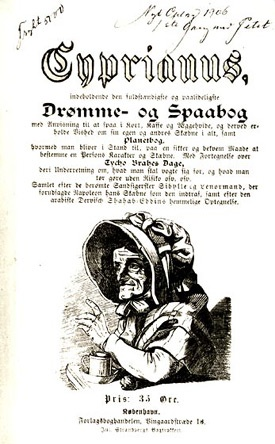
Este Cyprianus publicado en 1916 se autoproclama "libro de sueños y de buenaventura", y también promete un almanaque astronómico de Tycho Brahe.

Cyprianus es el nombre que recibe en las tradiciones escandinavas de magia popular el "libro negro" ("Svarteboken"): un grimorio o manuscrito que recopila hechizos, y por extensión a la tradición mágica de la cual dichos hechizos forman parte. No existe ningún texto único llamado "Cyprianus", sino que se trata de un nombre genérico que se daba a las colecciones de hechizos.
Los manuscritos llamados o que hacían referencia a Cyprianus tenían una mala reputación; en algunas versiones, para obtener el texto hacía falta renunciar a su bautismo y expresar su devoción a Satanás. La opinión el pueblo llano sobre estos libros era que se trataba grimorios habituales dedicados a la invocación de demonios y espíritus. También se pensaba que los prelados los obtenían gracias a sus estudios universitarios, sin tener en cuenta que las esposas de los prelados solían trabajar como curanderas populares en las comunidades rurales. Como en muchos otros textos, estos libros estaban ligados a sus dueños y era difícil desprenderse de ellos: no ardían ni podían ser destruidos con agua, e intentar tirarlos tenía como resultado su retorno sobrenatural. Sin embargo, estas compilaciones circulaban libremente entre los hechiceros blancos de Escandinavia, que en los entornos rurales con pocos doctores eran los curanderos populares a los que acudía la gente ordinaria afectada por lesiones o enfermedades.

## Cyprianus

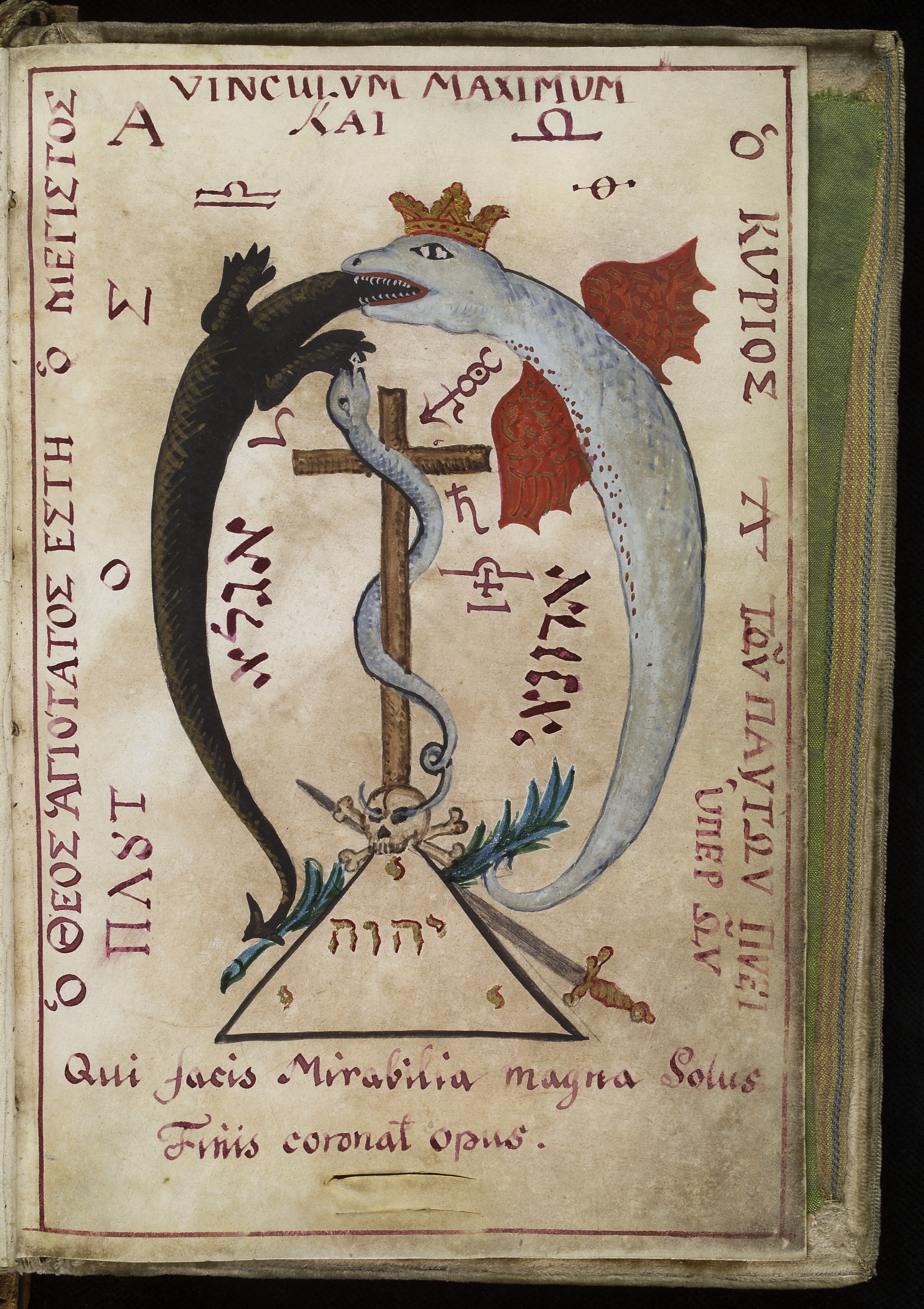
Cyprianus del.

"Cyprianus" es el nombre que se solía dar al recopilador o autor de los hechizos contenidos en la tradición. Se contaban diversas historias sobre la supuesta identidad de Cyprianus.
San Cipriano de Cartago era un obispo y mártir del cristianismo temprano.  En las Edad Media existían una serie de leyendas asociadas a su nombre, incluyendo una tradición que afirma que practicaba magia antes de su conversión, y que por lo tanto era autor de un libro de texto mágico. En otra tradición medieval, Cyprianus era un hechicero que esperaba seducir Santa Justina, pero fue frustrado y convertido cuando ella hizo el gesto de la cruz y él tuvo que hacer lo mismo, liberándose así del poder del demonio. El hechicero y el obispo histórico probablemente convergieron en leyendas más tardías.  Los Libros Negros de Elverum afirman ser un resumen de un Cyprianus escrito por cierto "Obispo Johannes Sell" de Oxford, Inglaterra, en 1682.  El obispo británico John Fell puede que sea la persona a la que se refiere ese texto, ya que Fell publicó una edición de los trabajos de San Cipriano.
En realidad, las historias que se cuentan sobre Cyprianus en Escandinavia no suelen hacer ninguna referencia a San Cipriano.  Algunas de ellos hacen de Cyprianus una figura parecida a Fausto; otras dicen que Cyprianus era un noruego o un danés malvado que aprendió la magia a través de sus tratos con el Diablo; otra versión diferente afirma que Cyprianus era tan malvado que incluso el Diablo lo expulsó del Infierno, así que Cyprianus escribió el texto del libro para obtener su venganza. Una versión alternativa y altamente contradictoria de la historia explica que Cyprianus era un estudiante que descubrió que estaba atendiendo a una "escuela negra" diabólica, y que escribió el texto para explicar cómo deshacer toda la brujería que había aprendido allí.
Un cuento anacrónico contado en la colección impresa danesa de hechizos Oldtidens Sortebog ("Libro Mágico de los Tiempos Antiguos") explica que Cyprianus era una piosa y hermosa monja mexicana del siglo catorce. En un cuento gótico se cuenta que el Oldtidens Sortebog provocó que Cyprianus fuera lanzada a una mazmorra en 1351. Mientras estaba encarcelada en la mazmorra, Cyprianus desgarró su ropa y transcribió su conocimiento mágico en los harapos, utilizando su propia sangre como tinta. Este texto fue encontrado entonces en un viejo castillo.

## Los hechizos

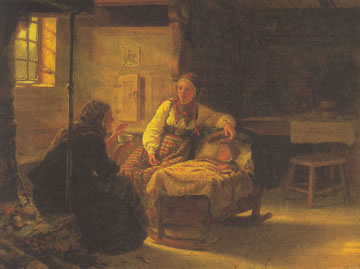
En Signekjerring, una pintura de 1848 por Adolph Tidemand. La anciana realiza un ritual divinatorio de støyping para averiguar la causa de la enfermedad del niño.

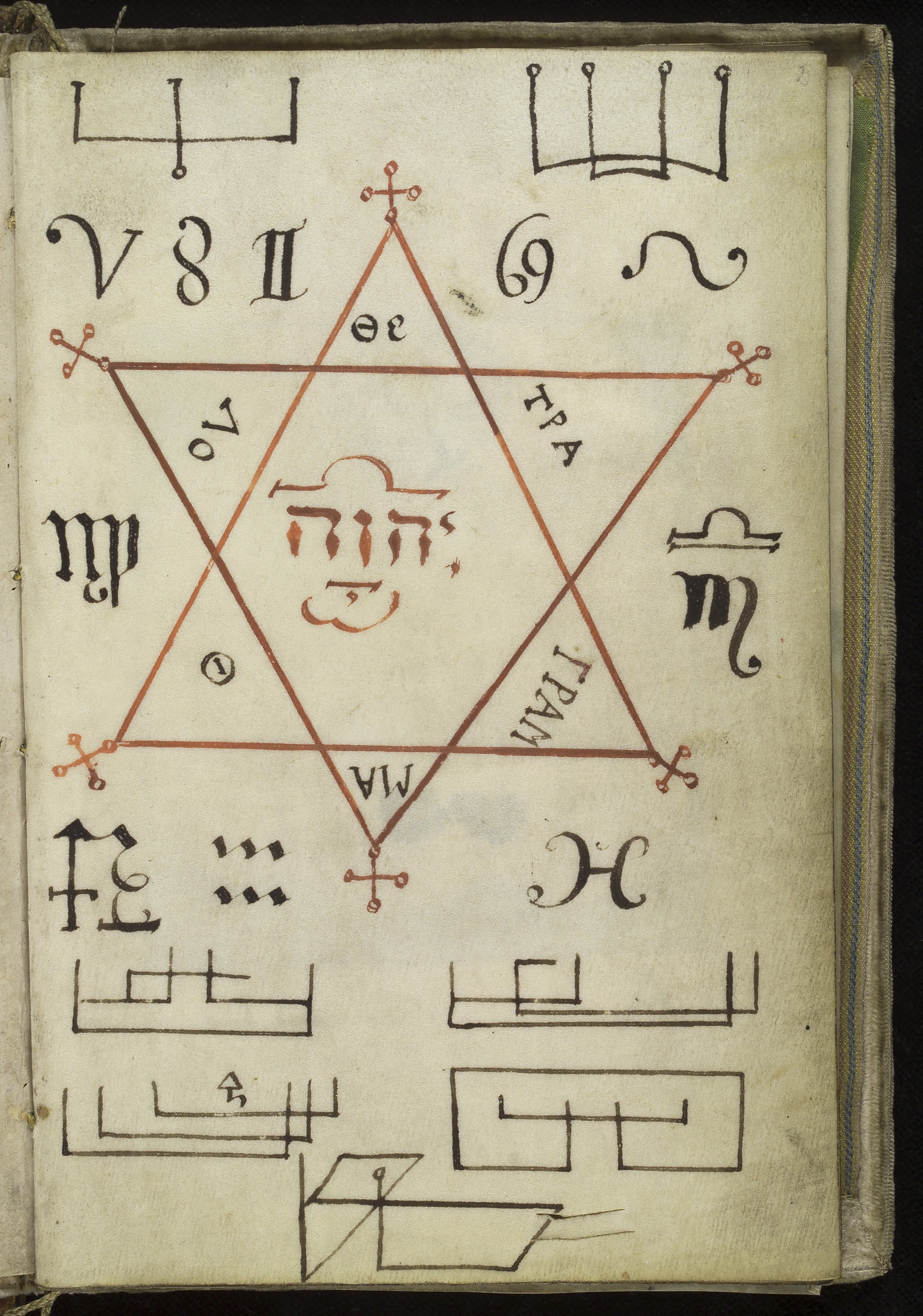
Cyprianus del.

Los hechizos de la tradición del Cyprianus están basados en la magia popular germánica más típica: una mezcla de remedios populares, oraciones, y magia real. Se parecen mucho a hechizos de la lengua alemana como las tradiciones de los braucherei, "pow-wow" (leyendas populares), y el Amigo perdido hace mucho tiempo (un libro que recoge hechizos y leyendas). Un hechizo típico para curarse un esguince de tobillo era:
Jesus rei over ei hei
Fållån snåva og foten vrei
Jesus steig av og la foten an
som den tilforn var
i namnet Gud, Fader, Sønn, og Helligånd
"Jesús cabalgaba sobre una llanura pedregosa.
Su caballo tropezó, su pata se torció.
Jesús se bajó del caballo para curar el dolor
E hizo que la lesión se enmendara de nuevo.
En el nombre del Padre, del Hijo, y del Espíritu Santo."
Los métodos mágicos de contagio y transferencia son empleados aquí: un personaje sagrado en una historia apócrifa es confrontado a un problema similar al que sufre la verdadera víctima, que acaba por beneficiarse de la ayuda sobrenatural.
Un aspecto importante de la tradición mágica eran los rituales divinatorios, en los cuales se vertía acero fundido a través de un agujero hecho en un trozo de pan plano para que éste cayera en agua fría, una práctica llamada støyping. El acero rayado de las ventanas de iglesias era a menudo utilizado para este propósito. Este ritual se utilizaba para descubrir las causas del raquitismo, el cual se pensaba a menudo que era resultado de un niño cambiado, un huldrabarn o bytting, que era intercambiado por un niño sano por los malvados huldra. Al adivino de este ritual se le llamaba signekjerring, una "anciana bendita".